# Enrique Mateo Montoya
Kike Mateo (Múrcia, 30 de desembre de 1979) és un futbolista murcià, que ocupa la posició de davanter.
Després de militar a diversos equips murcians, valencians i balears, debuta a Segona Divisió a la temporada 04/05, a les files de la SD Eibar. És titular i marca 8 gols en 42 partits. L'any següent recala a l'Hèrcules CF, on marca 9 gols en la seua primera campanya com a herculà.
L'estiu del 2007 s'incorpora a la disciplina de l'Sporting de Gijón. A eixa temporada, la 07/08, els asturians assoleixen l'ascens a primera divisió, i el murcià hi contribueix notablement. A la màxima categoria, però, perd la condició de titular. De fet, durant les dues últimes temporades amb l'equip asturià a Primera Divisió la seua presència no és massa fructífera, finalment el 20 de maig del 2010 fa oficial la seua desvinculació de l'Sporting de Gijón al no renovar el seu contracte.